# Postęp

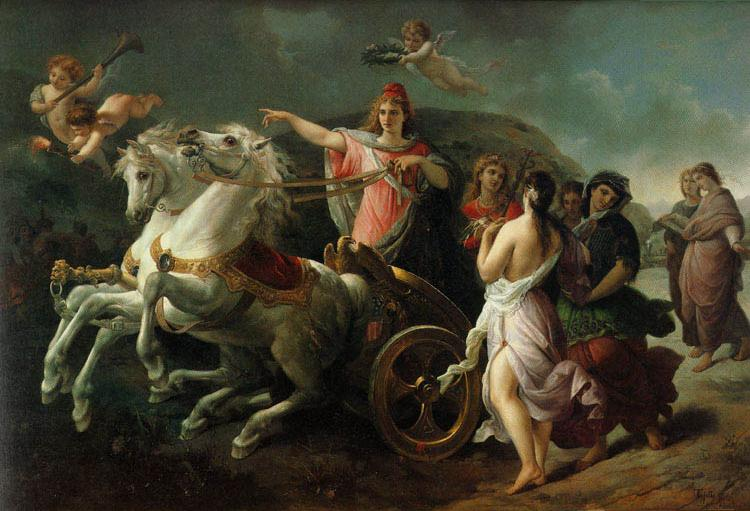
Artystyczne wyobrażenie postępu: obraz Progresso d'America, autor Domenico Tojetti, 1875 rok

Postęp – rozwój, udoskonalenie, przejście od niższego do wyższego etapu. Pojęcie postępu pochodzi z filozofii. Wiara w postęp była jedną z podstawowych zasad światopoglądu encyklopedystów francuskich, myślicieli oświecenia oraz XIX-wiecznych pozytywistów.
Idea postępu pojawiła się w okresie oświecenia. Pogląd, że świat zmienia się na lepsze, stawał się coraz powszechniejszy wśród uczonych oraz filozofów, jak np. Wolter. Jednak dopiero Nicolas de Condorcet oraz Anne-Robert-Jacques Turgot zadali sobie trud systematycznego zbadania idei postępu, co zaowocowało stworzeniem teorii postępu.